# Žiar (Nízké Tatry, Liptovská Osada)

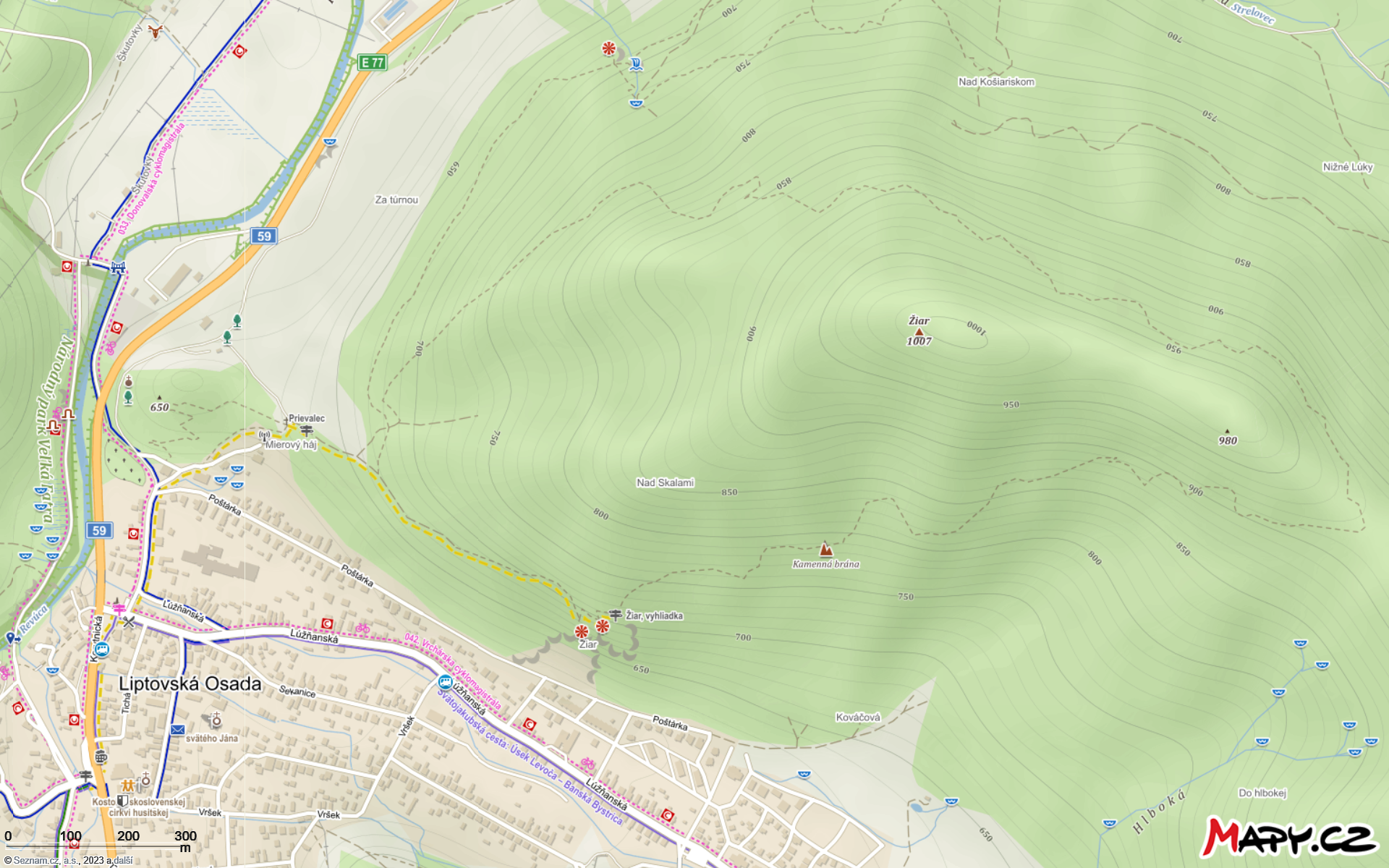
Mapa Žiar (okres Ružomberok)

Žiar je vrchol (kopec) 1 007,1 m n. m. v pohoří Nízké Tatry na Slovensku nad obcí Liptovská Osada (609 m n. m.) v okrese Ružomberok v Žilinském kraji. V letech 1974 až 2004 byly předmětem ochrany jako slovenská přírodní památka Žiar (729 m n. m.) charakteristické vápencové a dolomitové skalní útvary, které jsou na úpatí bezprostředně nad zastavěnou části obce (intravilánem) nad silnicí vedoucí do obce Liptovská Lúžna. Cesta k nim je turisticky značená – čtverec rozdělený na bílý a žlutý trojúhelník . Túra po stezce s převážně mírným stoupáním a středně náročným terénem na samotných vyhlídkách je uváděna jako nenáročná. Územím kolem vrcholu kopce vede okružní lesní chodník, který je bez turistického značení. Na jih je možné vidět horský hřeben Prašivá (1 652 m n. m.), součást Nízkých Tater táhnoucích se na východ, které s výjimkou západního směru vrchol obklopují. Na sever je možné vidět pohoří Velká Fatra s horou Sidorovo (1 099 m n. m.) a údolím Revúca, i pohoří Chočské vrchy s horou Veľký Choč (1 611 m n. m.). Na západ pohoří Velká Fatra s vrchy Malý Zvolen (1 372 m n. m.) a Ostredok (1 596 m n. m.), i horu Čierny kameň (1 479 m n. m.) nebo vrcholem Rakytov (1 567 m n. m.). Chráněné území Žiar nacházející se v ochranném pásmu Národního parku Nízké Tatry bylo zrušeno vyhláškou krajského úřadu v Žilině č. 10/2004.